# Tension (Kylie Minogue-album)
A Tension az ausztrál énekesnő Kylie Minogue tizenhatodik stúdióalbuma, mely 2023. szeptember 22-én jelent meg a BMG Rights Management és Minogue cége, a Darenote közös kiadásában. A Padam Padam az album vezető kislemeze mellett az albumon található még Oliver Heldens holland lemezlovas közreműködésével a "10 Out of 10" című dal is. Az album a 2020-ban megjelent "Disco" című stúdióalbumot követi a sorban.
Az elektropop hatására a "Tension" az elektronikus műfajok széles skáláját tartalmazza, a 80-as évek szinti-pop stílusától a disco és funk-on át a kortárs dance-pop és house stílusjegyekig. Az albumnak nincs központi témája, azonban olyan témákat tár fel, mint a szerelem, a szívfájdalom, és az elhatalmasodás. Az album pozitív kritikákat kapott a zenekritikusoktól, akik dicsérték az album hangzásvilágát, a fülbemászó szövegeket, és az produkcióba fektetett minőséget. Egyes publikációk Minogue legjobb albumai közé sorolták. Kereskedelmi szempontból az album az első helyen nyitott Ausztráliában, Skóciában, és az Egyesült Királyságban. Franciaországban, Finnországban, Németországban, Írországban, Hollandiában, és Új-Zélandon is Top 10-es helyezést sikerült szereznie.
Az album népszerűsítése céljából három kislemez jelent meg. Az "10 Out of 10", a Padam Padam, valamint a címadó Tension című dalok. Az első dal promóciós kislemezként jelent meg, a holland Oliver Heldens holland lemezlovassal közösen. A kereskedelmi sikert, és áttörést azonban a "Padam Padam" című dal hozta meg számára. Minogue többször is fellépett élőben, köztük az American Idolban, a Capital Summertime Ball-ban, valamint a Radio 2 in the Park műsorában. 2023 novemberétől pedig elindul Minogue rezidencia műsora a Las Vegas-i More Than Just Residency címmel.

## Előzmények

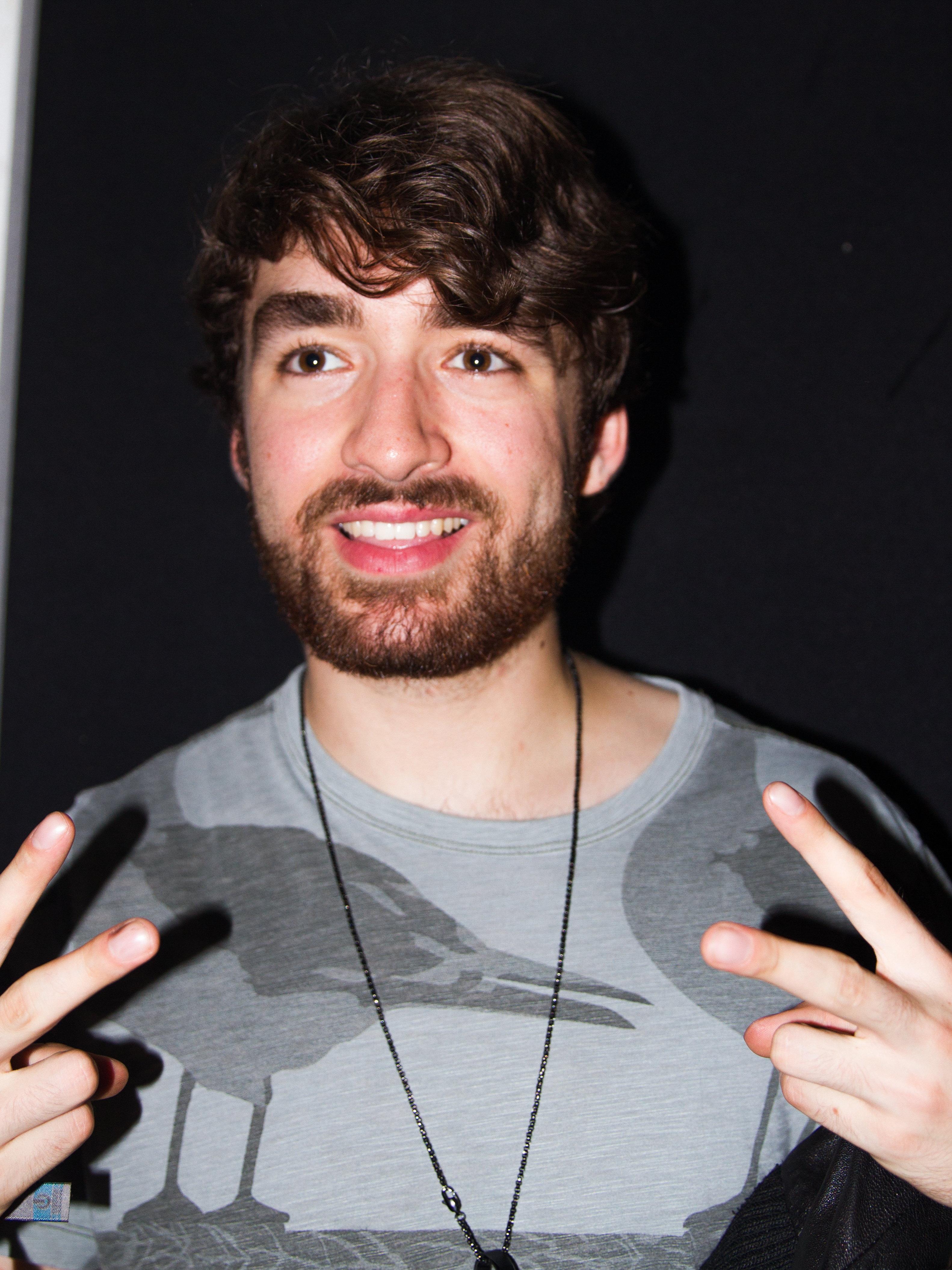
Oliver Heldens (a képen) holland DJ és producer, aki közreműködik Mindogue "10 out of 10" című dalában

Minogue 15. stúdióalbuma a Disco 2020. novemberében jelent meg, mellyel az énekesnő visszatért a disco-orientált hangzáshoz, miután a 2018-as "Golden" című albumán a country-pop stílust ötvözte. Egy 2021-es BBC Radio 2-es interjúban Minogue úgy nyilatkozott, hogy "talán kicsit elektropoposabb" lesz a következő lemez. A Vogue-nak adott 2022. júniusi interjújában Minogue megerősítette a zenei irányt, és a 2003-as "Slow" című dalával hivatkozott az új anyagra. A magazin azt is megjegyezte, hogy az új album felvételei a tervek szerint 2022 júliusában kezdődtek. 2022. novemberében Minogue elmondta az Evening Standardnak, hogy az album szekcióira Melbourne-ban, Brightonban, Londonban, Surrey-ben, Horvátországban, és Párizsban kerül sor. Amikor 2023. májusában a megjelenő albumról beszélt, kijelentette, hogy legutóbbi két stúdióalbumával a Golden és Disco címűekkel ellentétben nincs különösebb téma, és úgy nyilatkozott: "Minden dal egyéniségét szerettem volna megünnepelni, és belemerülni ebbe a szabadságba."
Az albumon korábbi munkatársai, Richard "Biff" Stannard, és Duck Blackwell is közreműködik.
A "Disco" című stúdióalbum népszerűsítésének végéhez közeledve Minogue megjelent a BBC Radio 2-n, hogy megvitassák az új zenéket, ahol kijelentette, hogy ez egy kicsit elektropopposabb lesz. A 2022 júniusi Vogue magazinnak adott interjúban megerősítette, hogy az új lemez leginkább a 2003-as Slow hangzásához fog hasonlítani. Ezen kívül Minogue visszatért szülővárosába Melbourne-be, miután a 90-es évek óta Londonban él.

## Produkció és összetétel

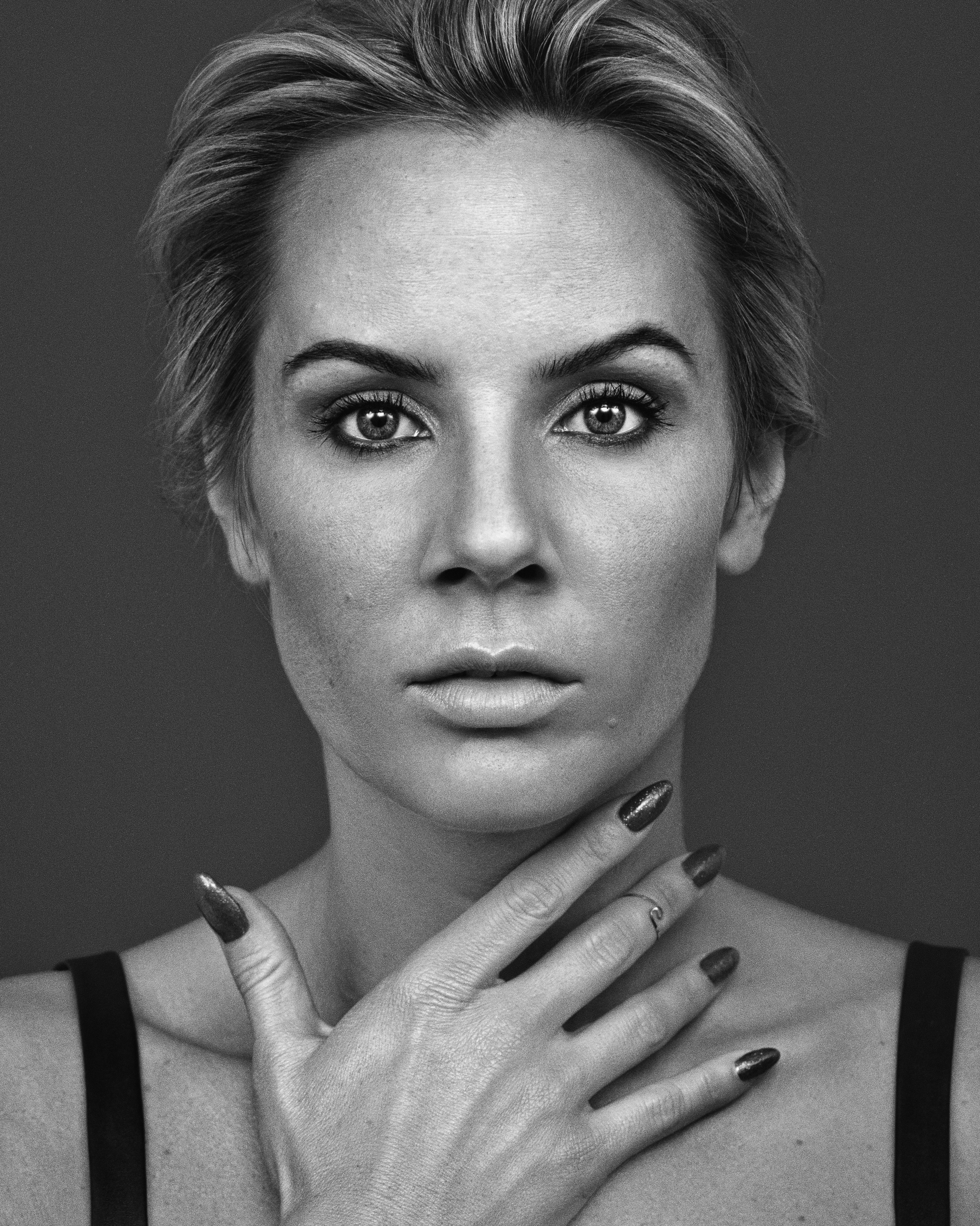
Ina Wroldsen (a képen) a Padam Padam című dal szerzője

Minogue az első közös megbeszélések alkalmával munkatársaival Richard "Biff" Stannard-dal, Duck Blackwell-lel, és Jon Greennel, valamint Jamie Nelsonnal közösen úgy gondolták, hogy az új albumon a 80-as évek zenei stílusát és kultúráját fogják felvonultatni, végül a tervet elvetették, és úgy döntöttek, hogy nem egy témára összpontosítanak. Erre Minogue a következőképpen emlékezett: "Kezdetben a 80-as évekre gondoltunk, de nem úgy sült el [...] de egyetértettünk abban, hogy nem kell egy bizonyos téma, így üdítően hatna, ha a "Golden" és "Disco" albumok után nyitott maradna ez a dolog.
Az album felvételei 2022 júliusában kezdődtek. Mivel Stannard nem ül repülőre, így mind az öt munkatárs Surrey-be utazott, és kibéreltek egy szállást az Airbnb-től, hogy távolról dolgozhassanak az anyagon. Az egy hetes Surrey-i tartózkodás tíz dalt eredményezett, majd ezek után mind az öten Anya Jones-szal, és Camille Purcell-lel találkoztak, melynek eredményeképpen egy nap alatt két dalt írtak: "Things We Do for Love" és a "Tension" címűeket. Minogue más-más városokba utazott, többek között Koppenhágába, Brightonba, Horvátországba, és Párizsba, hogy folytassák az album felvételeit.
Amíg Minogue Miamiban volt, Nelson elküldte neki a Padam Padam című dal demóját, melyet Ina Wroldsen és a Lostboy producere írtak. Minogue azonnal megszerette a dalt, és egy londoni szállodában rögzítette is azt. Ez volt az egyik utolsó kiegészítés az album felvételeihez. Nelson elküldte továbbá a "Hands" című dal demóját is, amelyben rappelt is, aki bátorította az énekesnőt, hogy énekeljen, és rappeljen a dalban. Ez üdítően hatott rá a későbbiekben. Minogue felidézett két olyan dalt, – "10 out of 10" és a "Story" – melyeknek a felvételei hosszabb ideig tartottak, mivel korábban nem találkozott a dalok szerzőivel, mint pl. a holland DJ-vel, Oliver Heldens-szel sem. Mindkét szerző e-mailben küldte el a dalhoz szükséges anyagokat.
A "Tension" című album dalainak kiválasztásakor Minogue azt mondta: "Ha a dalok önmagában is megállják a helyüket, és szépen összeütköznek a többi dallal, akkor ez album." Az album tartalmára reflektálva kijelentette: "Vannak dalok az albumon, amelyek talán felületesebbnek tűnnek, de úgy érzem, nagyobb biztonsággal tudom énekelni őket, mint az első időkben, amikor 19, 20,21, 25 éves voltam." Összességében az albumon lévő 16 dal közül tizenkettőt társszerzőként írt, valamint ezek közül kilencen mint dal-mérnök is dolgozott.

## Zene és szöveg
Zeneileg a "Tension" a hangok és stílusok széles skáláját tartalmazza, nagy hangsúlyt fektetve az elektronikus tánczenére. Minogue kezdetben egy elektropop albumot létrehozását ösztönözte, és később meg is erősítette azt a tényt, miszerint a 2003-as "Slow" című dalát az album sablonjaként használták fel. A Riff Magazintól Vera Maksymiuk és az Allmusic munkatársa, Neil Z. Yeung Minogue korábbi Fever (2001) és az Aphrodite (2010)-es stúdióalbumaival hasonlította össze tánc-orientált hangzását, míg Otis Robinson (DIY magazin) a scandipop. eurodance, és szinti-pop elemeit vette észre. Harry Tafoya a Pitchfork Media munkatársa úgy érezte, hogy a lemez összefoglalója az összes olyan hangzásnak, mint a szinti-pop, az euro house, vagy a lendületes EDM. A Slant magazin munkatársa Alexa Camp rejtetten "egyértelmű hangszálat érzett a dalokban, mely mind a 14 dalt összekapcsolta. Az albumot mint "személyes reflexió, a klubelhagyás, és a melankolikus csúcsok keverékeként" írja le. Minogue úgy írta le a dalokat, hogy minden dalt külön egyéniségként szeretne ünnepelni, és belemerülni ebbe a szabadságba. A szöveg szempontjából az album a szerelem, a vágy és az elhatalmasodás témáit tartalmazza, melyet Jonah Waterhouse a Vogue Australia munkatársa Minogue életében alapvető elemként jegyzett meg.
A "Tension" című album a Padam Padam című dallal kezdődik, melyet Ina Wroldsen és producere Lostboy írtak. A dal egy "hipnotikus" elektronikus dal, szinti és dance-pop elemekkel. A dal az album középpontjában áll, és hevesen megdobogtatja a sziveket. Az album második dala, a "Hold On To Now" címűnek Minogue a társszerzője volt. A dal szintetizátorvezérelt hangzását, és "komoly" dalszerzőjét Robyn svéd énekesnő műveihez hasonlították. A harmadik dal a "Things We Do for Me" szintetizátor elemeket, gitárt, és dob riffeket tartalmaz, melyek a 80-as évek szintipop hangzására, valamint power popjára emlékeztetnek. A kritikusok megjegyezték, hogy az album negyedik dala a Tension az egyetlen kísérleti darab. Minogue énekhangjait és nyüzsgő zongorariffjeit felvonultató címadó dalt a 90-es évek house zenéje ihlette, a maga dance és elektronikus pop elemeivel együtt.
Az album ötödik dala, az "One More Time" egy pörgős pop-funk disco hibrid, amely hangzásában hasonlít Minogue előző Disco című stúdióalbumának dalaira. A "You Still Get Me High" a hatodik dal az albumon, amellyel Minogue visszatér a 90-es évekbeli pop-dance hangzásvilágához. Lírai tartalma, amelyet a szerelmet körülvevő témák ihlettek, az albumon általános dalszerzésének lírai központi elemeként szerepelt. A "Hands" és a "Green Light" az album hetedik és nyolcadik dalai az R&B és funk által ihletett közepes tempójú darabok voltak. Itt egyik dalnak sem volt társszerzője Minogue. A "Hands" zeneileg Doja Cat amerikai énekesnő Say So című dalához hasonlították, és egy nosztalgikus diszkó ihlette funky basszusvonalat tartalmaz, míg a "Green Light" című dalt Dua Lipa felvételeihez hasonlították, korai 80-as évek pop elemekkel, szaxofonszólóval kiegészítve.
A "Vegas High", az album kilencedik dala, Minogue Las Vegas-i rezidenciájáról szóló bejelentésének bevezető darabja volt, mely a 90-es évek tánczenéjéből merít ihletet, és egy pörgős klubdal. A "10 Out of 10" című dal a holland Oliver Heldens lemezlovas és producerrel való együttműködés eredménye. A dal promóciós kislemezként jelent meg hónapokkal az album megjelenése előtt. Helden szerint a dalt a 80-as évek szinti-popja, és diszkója, valamint a 90-es évek house, és a 2000-es évek eurodance stílusai ihlették, egy modern tánczenei csavarral. A "Story" című dal az utolsó a standard kiadáson, melyet a kritikusok bubble-gum pop-dance dalként írnak le, és mint himnusz emlegetnek.

## Megjelenések és kiadások
A "Tension" 2023. szeptember 22-én jelent meg. Ez a 16. stúdióalbuma az énekesnőnek, és a harmadik kiadványa a BMG Rights Managementnél, illetve saját lemezkiadójánál, a Darenote-n keresztül, a korábbi "Golden" és "Disco" albumok után. A standard album 11 dalt tartalmaz, mely több mint 35 perc hosszúságú, míg a deluxe kiadás több mint 45 percig tart három további dallal. Ezek a "Love Train", "Just Imagine" és a "Somebody to Love" címűek. Az albumot számos fizikai formátumban terjesztették különféle kiskereskedelmi üzleteken és webáruházakon keresztül. Magyarországon is számos hanglemezekkel foglalkozó webáruházban kapható. Bizonyos első kiadások tartalmaznak egy Minogue aláírásával ellátott képet, valamint különféle kiadványok változataiban lehet hozzájutni. A standard kiadás tartalmaz egy kártyafotót, és egy könyvet is, míg a deluxe kiadás az utóbbi két változataként jelent meg. A kártyalapos csomagolású kiadás különböző színű grafikákat tartalmaz.
Az album nyolc különféle bakelit változatban jelent meg. A szabványos fekete színű mellett egy ezüst színű, gatefold, kinyitható borítóval, valamint átlátszó narancssárga, átlátszó rózsaszín, átlátszó zöld és átlátszó változatban. Ezen kívül minden színes bakelitlemez borítója alkalmazkodik a lemez színéhez. Egy fehér próbanyomású bakelit ötven példányban kizárólag az ő aláírásával volt elérhető, valamint a limitált kiadás egy londoni pop-up boltban volt elérhető holografikus borítóval. Öt kazetta változat is készült az albumból. Narancssárga, zöld, kék, rózsaszín, és egy dupla kazetta, amely a deluxe kiadást tartalmazza. A kazetták külön-külön vagy egy csomag részeként is megvásárolhatóak voltak, kizárólag az énekesnő weboldalán keresztül. A "Tension"-t a digitális platformokon és streaming szolgáltatásokon is terjesztették mind standard, mind deluxe kiadásban.

## A borító és a lemez címe
A "Tension" lemezborítón lévő fényképét Haris Nukem brit fotós készítette, és a Studio Moross tervezte. A borítón Minogue egy nagy gyémántot tart, és eltakarja az egyik szemét. Felül az album címe látható, míg alul Minogue logója. Bőrének színegyensúlya zöld árnyalatú, narancssárga háttérrel. A francia Numérő magazinnak adott interjújában Minogue elmondta, hogy Nukem egy általa rajzolt vázlatra alapozta a fényképet, és az-az ötlete támadt, hogy gyémántot tartson a kezébe, majd ezt mondta neki: "Nem tudom miért, de látom lelki szemeimmel, ahogy tartod azt a gyémántot".
Ami az album címét illeti, Minogue és csapata azt fontolgatták, hogy Vegas High-nak nevezik el, utalva az album azonos című dalára, valamint Minogue részvételéről szóló Las Vegas-i koncertrezidens korábbi beszámolóira hivatkozva. Később azonban úgy döntöttek, hogy a Tension (Feszültség) nevet adják az albumnak, mondván: "Remélem nem hangzik elszomorítóan – ha a híreket nézi, a szót negatívan használják – , de valójában miután úgy döntöttünk, tényleg meglepett, hogy ezt a címet jól fogadták". Az emberek nagyon türelmetlenül várták az új albumot.
Annak ellenére, hogy a kép készítésekor még nem volt meg a végső cím, Minogue szerint a végén a gyémánt megfelelt a címnek. "A gyémánt egy tudatalatti kép: gyönyörű dolgok létrehozása nyomás alatt. Azt hiszem az emberek érezhetik a borítón keresztül, különösen akkor, ha tudják hogyan készülnek a gyémántok, vagyis a kényszer alatt."

## Promóció

### Kislemezek
Az albumról három kislemez jelent meg. A "10 Out of 10", a Padam Padam valamint a címadó Tension. Az album megjelenése előtt Minogue együtt dolgozott a holland lemezlovassal Oliver Heldens producerrel, és kiadták a "10 out of 10" című dalt promóciós kislemezként. 2023. április 3-án a dalt Heldens RCA Records kiadója adta ki, mely végül Minogue albumának tizedik dalaként került fel a nagylemezre. Napokkal később egy dalszöveg debütált Heldens YouTube csatornáján. Annak ellenére, hogy Minogue nem jelent meg a reklámozásban, Heldens különböző műsorokban lejátszotta a dalt. A dal a brit kislemez letöltési listán a 19. helyet érte el.
2023. május 18-án megjelent a "Padam Padam" az album vezető kislemezeként. Ez volt Minogue első önálló kiadása a 2021-es "Real Groove" című dal óta. A "Padam Padam" megkapta a kritikai elismerést fogóssága és produkciós színvonala miatt, amelyet a kritikusok gyakran a nyár dalának esélyeseként említettek. A dal kereskedelmi áttörést jelentett Minogue számára, és bejutott az első tíz helyezett közé olyan országokban, mint Izrael, Horvátország, Magyarország, Írország, Dél-Afrika, Bulgária, Lettország, az Egyesült Államokban a komponenslistákra került, Minogue szülőföldjén Ausztráliában és az Egyesült Királyságban is tanúsítványt kapott. A "Padam Padam" megjelenése óta vírusként terjedt különböző internetes közösségi platformokon, és a Pride hónapjában való következetes megjelenését világszerte meleghimnuszként ismerték el, beleértve a NYC Pride Marchot is. A dalhoz készült klipet Sophie Muller rendezte, melyet a The Man Who Fell to Earth (1976) művei és az americana kultura elemei ihlették.
A "Tension" az album második kislemezeként jelent meg  2023. augusztus 31-én különféle formátumokban, beleértve a CD változatokat, és a digitális streaminget, valamint kazettát is. A dal pozitív visszajelzést kapott tánc-orientált hangzása miatt, a kritikusok dicsérték Minogue hangját a dalban. Kereskedelmi szempontból kevesebb országban szerepelt slágerlistákon, azonban Ausztráliában, és az Egyesült Királyságban, valamint Új-Zélandon is Top10-es helyezést sikerült elérnie. A dalhoz Muller rendezte a klipet, melyben Minogue különböző karaktere jelenik meg, egy neofuturisztikus ihletű díszletben.

### Egyéb dalok
Az album megjelenésének napján Minogue öt dal vizualizációját tette közzé YouTube csatornáján: A "Things We Do for Love", "You Still Get Me High", "Green Light", "10 of 10" és a "Story" című dalokat. Minogue mindegyik dalra énekel és táncol. A "Things We Do For Love2 a 9. helyen végzett az X és a Billboard által biztosított Hot Trending Songs listán. A "Hold On to Now" című dal a 81. helyen debütált a brit kislemezlistán, és a 21. lett az Új-Zélandi kislemezlistán.

### Élő előadások
Minogue számos fellépésen vett részt, hogy népszerűsítse az albumot. Minogue 2023 májusában jelent meg először az American Idolban, ahol előadta a "Padam Padam" és Can’t Get You Out of My Head című dalokat. A következő hónapban mindenkit meglepett azzal, hogy ugyanezeket a dalokat adta elő a Capital rádió nyári báli rendezvényén. Megjelent az iHeartMedia KTUphoria 2023 élő showműsorában is, ahol egy kilenc dalból álló szettet adott elő, melyben szerepelt a "Padam Padam" is.
Minogue szerepelt az Andy Cohen által vezetett Sirius XM rádióműsorban, és a Cohen Watch What Happens Live! showműsorban is, ahol megvitatta a dal sikerét. A "Padam Padam" című dalt kétszer is előadta a Horse Meat Discoban, mivel az első előadás közben technikai problémák léptek fel.
Minogue egy héttel az album megjelenése előtt a Tears for Fears mellett fellépett a leicesteri Victoria Parkban található Radio 2 in the Park című műsorában. A második este főszereplőként zárta a fesztivált a "Padam Padam", "Temsion" és a "Hold On To Now" című dalokkal. Kylie a 2023-as londoni divathét rendezvényen is megjelent, ahol bemutatta az album néhány dalát. Köztük a "Padam Padam" és a "Tension" című dalokat. Szeptember 22. és 24. között  Minogue a Pop-up Store-nak is otthont adott Londonban. 2023. decemberében az angol ITV csatornán adásba kerül egy televíziós koncertkülönlegesség, az An Audience with Kylie, amelyet a Royal Albert Hallban forgatnak majd és a "Tension" dalait tartalmazzák majd.

### Koncertrezidencia
2023. július 26-án Minogue bejelentette, hogy megkezdi első koncertrezidensét Las Vegaban More Than Just a Residency címmel. A bejelentés után találgatások kezdődtek Minogue részvételével kapcsolatban egy koncertrezidensről, és röviden meg is említette ezt a Watch What Happens Live című Andy Cohen által vezetett műsorban. Illetve a közösségi médiában bepillantást engedett a koncert címébe, dátumaiba és a "Vegas High" című dalának egy részletébe. A műsorhoz adott sajtóközleményben Minogue kijelentette, hogy a koncertrezidens műsoron már három éve dolgozik és igéretett tett zene katalógusának feldolgozására, és a "Tension" című dalokra is.

"Azt akarom, hogy legyen a műsornak egyfajta esszenciája, amivé egy Kylie-show válhat, elég csillogással. Vannak olyan változatok, akár zenében is, amelyeket még nem hallottam, de például a dalok újraértelmezése, ami izgalmas lehet, vagy élő ágytáncok, csodálatos jelmezek. Ez az alap, aztán meglátjuk, milyen meglepetésekkel tudunk még előrukkolni." – Minogue az előadás helyszínéről című albumáról beszél. 

A rezidencia a The Venetian Las Vegas-ban, a Las Vegas Strip-en, a nevadai Paradise-ben zajik 2023. november 3. és 2024. május 4. között. A jegyek értékesítése már 2023. augusztus elején-közepén elkezdődött, és hatalmas kereslet mutatkozott irántuk. A jegyek órákon belül elfogytak.

## Kritikák
| Kritikák         | Kritikák  |
| Forrás           | Értékelés |
| ---------------- | --------- |
| ADM              | 8.1/10    |
| MC               | 86/100    |
| AllMusic         | [ 76 ]    |
| Class            | 9/10      |
| Classic Pop      | 5/5       |
| Crack            | 8/10      |
| DIY              | 5/5       |
| NME              | [ 79 ]    |
| Pitchfork        | 7.3/10    |
| Rolling Stone UK | 4/5       |
| Slant Magazine   | 3.5/5     |
| The Guardian     | [ 81 ]    |

A "Tension" a zenekritikusok körében elismerést kapott. A Metracritic mely a kiadványok értékelései alapján súlyozott átlagot ad meg, az album 100 pontból 86 pontot ért el 15 értékelés alapján, ami "egyetemes elismerést" jelent, és ezzel Minogue legmagasabbra értékelt albuma az oldalon. Az AnyDecentMusic? 10-ből 8,1 pontra értékelte 18 értékelés alapján. Sok kritikus szerint a "Tension" Minogue legjobb albumai közé tartozik. John Earls a ClassicPop magazintól azt írta, hogy az album az önbizalomra épül, és ez igazán emlékezetes a popban. Otis Robinson (DIY) megjegyezte, hogy "elég eredetiség van minden dalbanahhoz, hogy a "Tension" kétségtelenül az egyik legkedveltebb kortárs mű legyen az elmúlt évek Kylie korszakában. Emma Harrison a Metro munkatársa öt csillagot adott a lemezre, és úgy ítélte meg, az ikon eddigi legjobb albumai közé tartozik. Emma Harrison of Metro gave it five stars, heralding it as one of the "icon's best albums yet."
Számos kritikus dicsérte az album általános energiáját, és Minogue képességeit. Neil Z. Young az AllMusic munkatársa úgy jellemezte a lemez energiáját, mint "a pillanatban való élethez, és a katartikus kiadáshoz készült" művet, miközben azt írta, hogy a "Tension" egy mesterkurzus a popvarázslásban, és a menekülési boldogságban. Egy ilyen szakértelemmel elkészített és lenyűgöző album kiadása a zenei életben, és Kylie pályafutásának ötödik évtizedében abszolút csodának számít. Hannah Mylrea a Rolling Stone UK-től "ragyogó jó mókának" nevezte az albumot, míg Vera Maksymiuk a Riff magazintól 8-at adott a 10 pontból, és "pusztán örömtelinek, és csábítónak" nevezte a lemezt. Michael Cragg a Crack Magazintól „Kyintesszenciális Kylie”-nak nevezte, mondván, hogy „az album tele van csillogó refrénekkel, aranyozott dallamokkal, és Kylie elképeztő képességeivel, amellyel csillog a lehetőségekben.
Más kritikusok felhívták a figyelmet az album változatos hangzásvilágára, és műfajaira. A Retropop magazin négy csillaggal jutalmazta az albumot, különös elismeréssel a hangzásbeli sokszínűségéért, amelyben megmutatkozott Minogue sokszínű vokális tehetsége. Az NME-s Nick Levine úgy gondolta, hogy bár a "Tension" nem Minogue legösszetartóbb vagy legleleplezőbb munkája, de úgy vélte, hogy minden dalt a saját belső logikája vezérel. Alex Camp (Slant magazin) annak ellenére, hogy dicsérte az album hangzásvilágát, úgy gondolta, hogy Minogue biztonságosan lejátszotta a lemezt egy "másik Kylie Minogue albumként" hivatkozva rá. Annabel Ross a The Sydney Morning Herald munkatársa három csillaggal jutalmazta, mondván a "Tension" jobban teljesített a "táncparkett-eufória elősegítésében", és úgy érezte, hogy Minogue vidámsága az album tartalmában az egyetlen "hibája".
Bizonyos kritikusok a "Tension'-t egy sor albumhoz és lemezhez kapcsolták, amelyek a 2020-as évek óta a diszkózene és az elektronikus zene alapjait használják fel olyan előadóktól, mint Lady Gaga, Jesse Ware, Dua Lipa vagy Beyoncé. Lucy Harbon a Clash magazin munkatársa úgy gondolta, hogy a "Tension" a Beyoncé által készített "Renaissance"-hoz hasonló hangzású, és azt írja, hogy mindkét előadó kötődik a klubélethez, a báltermekhez, és a draghoz. Különösen az album második fele, és amíg Beyoncé a fekete közösségen belüli történetéhez köti, külső hangokat kölcsönözve, és a lemezt elejétől a végéig szóló játékként helyezi előtérbe a koncepciós darabon keresztül, míg Minogue valamiféle reneszánsznak érzi magát a fehér emberek számára, és ez a kategória a RuPaul Drag Race találkozása felé húz.

## Slágerlistás helyezések
A "Tension" az ausztrál albumlista első helyén debütált, és Minogue sorozatában a negyedik listavezető albuma lett, és összességében a 8. első helyezést elért albuma. Annabelle Herd az ARIA vezérigazgatója megjegyezte: "Üdvözlöm a királynőt az ARIA-nál mindenki nevében, és szuperrajongóként nagy örömömre szolgál, hogy gratulálhatok Kylie-nak, zsinórban a negyedik első helyezést elért albumához." Izgalmas látni hogy Minogue továbbra is uralja, és újra feltalálja, és képviseli az ausztrál zenét ilyen globális szinten. Alig várjuk, hogy megünnepeljük sikerét az idei díjátadón. Új-Zélandon az album az 5. helyen debütált, a New Zealand Album charts listán, amely a "Fever" album óta a hét második bestsellerje volt.
A "Tension" a brit albumlista első helyén debütált, és Minogue kilencedik első albuma lett a Golden (2018) óta. Az Official Charts Company szerint a "Tension" a megjelenés után négy nappal felülmúlta a 20 legjobb versenytársát, és az első héten összesen 53.239 példányszámban kelt el. Ezen felül Minogue lett a tizedik szóló fellépő a legtöbb Egyesült Királyságban elért első albumhelyezésével. Bob Dylan, Taylor Swift és Madonna mögött harmadik előadóként. Az album a skót albumlistán is első helyezett lett. Írországban a 2. helyen debütált az Ír albumlistán, és sorozatban a harmadik albuma lett az Independent Album listán az első helyen. Hollandiában a "Tension" lett a legmagasabb helyezést elért listán szereplő lemeze a holland Top 100-as albumlistán, ahol a 3. helyen debütált. Belgiumban szintén első helyezést ért el a Wallonia Ultrapop Album listán, és a Flanders Ultrapop Albumlistán is a legmagasabb helyezést érte el.
Japánban az album két listára is felkerült. Az Oricon és a digitális listán a 19., míg a Western slágerlistán a 20. helyen debütált. Az albumból az első héten 650 példányt értékesítettek. Majd felkerült a Japán Billboard Hot album lista 65. helyére is.

## Hatása
A "Tension" 2023 egyik nagyon várt albumaként szerepelt. Minogue-t és a Tension-t négy díjra jelölték. a 2023-as ARIA Music Awards díjkiosztón, mint a legjobb szólóelőadó, a legjobb független kiadvány, a legjobb poplemez, és az év dala díjra, utóbbiról közönségszavazás döntött. Ez a legtöbb jelölés, amelyet Minogue kapott a 2002-es 16. éves díjátadó óta, amikor hétszer jelölték.
Ezenkívül az album két fő kislemezét a Padam Padam, és Tension széles körben dicsérték a kritikusok, akik az első kislemezt a nyár dalának esélyeseként értékelték. Mindkét dal vírusként terjedt különböző platformokon, és mémek is készültek belőle. Mindkét dalt meleghimnuszként kiáltották ki, előbbi a pride hónap előtti megjelenés miatt kapott elismerést, míg az utóbbi a "Padam Padam" sikeréből és a média platformokon terjedés sikereiből részesült.
A "Padam Padam" megjelenése óta a zenei újságírók és kiadványok Minogue kereskedelmi újjáéledését figyelték meg. A "Padam-ic" kifejezést George Griffiths, az Official Charts Company munkatársa alkotta meg, majd Laura Snapes, a The Guardian munkatársa használta a "Padam Padam" kulturális hatásának kifejezésére, a "kultúrális pillanatként" amelyben a könnyelműség nyilvánul meg, és úgy tűnik, hogy a könnyedség visszaszáll a világjárvány után, és egy olyan korszak után, amelyben a kultúrát nagyon is komolyan vették. A kritikusok megfigyelték, hogy ritka, hogy egy középkorú művész az elmúlt évtizedekben közvetítői hatást ért el. A Varietynek adott interjújában James Masterton listaelemző és történész szerint a kislemez sikere azért jelentős, mert Minogue egy generációs szakadékot hidal át egy sikerlemezzel, amely mind a hűséges (és idősödő) rajongóit éri el, és a zenerajongók új generációja felé is vonzalmat sugároz a TikTok platformnak köszönhetően, mely hozzájárult Kylie kislemezének robbanásához, megkerülve az összes hagyományos médiát.

## Számlista
| 1.    | Padam Padam                        | Ina Wroldsen Peter Rycroft [ 111 ]                                          | 2:46 |
| 2.    | Hold on to Now                     | Kylie Minogue Jon Green Richard Stannard Duck Blackwell                     | 3:57 |
| 3.    | Things We Do for Love              | Minogue Anya Jones Camille Purcell Green Stannard Blackwell                 | 3:09 |
| 4.    | Tension                            | Minogue Jones Purcell Green Stannard Blackwell                              | 3:36 |
| 5.    | One More Time                      | Minogue Green Stannard Blackwell                                            | 3:02 |
| 6.    | You Still Get Me High              | Minogue Green Stannard                                                      | 3:38 |
| 7.    | Hands                              | Ryan Ashley Daniel Heloy Davidsen Kasper Larsen Mich Hansen [ 112 ] [ 113 ] | 2:45 |
| 8.    | Green Light                        | Ruby Spiro Davidsen Peter Wallevik                                          | 3:19 |
| 9.    | Vegas High                         | Minogue Gerard O'Connell Stannard Blackwell                                 | 3:33 |
| 10.   | 10 Out of 10 (with Oliver Heldens) | Heldens Minogue Jackson Foote Sarah Hudson JHart Liana Banks                | 2:51 |
| 11.   | Story                              | Minogue O'Connell Stannard Blackwell                                        | 3:16 |
| 35:51 |                                    |                                                                             |      |

| Tension deluxe edition bonus tracks | Tension deluxe edition bonus tracks | Tension deluxe edition bonus tracks | Tension deluxe edition bonus tracks | Tension deluxe edition bonus tracks | Tension deluxe edition bonus tracks | Tension deluxe edition bonus tracks | Tension deluxe edition bonus tracks | Tension deluxe edition bonus tracks | Tension deluxe edition bonus tracks |
|                                     | Cím                                 | Szerző(k)                           | Hossz                               |                                     |                                     |                                     |                                     |                                     |                                     |
| ----------------------------------- | ----------------------------------- | ----------------------------------- | ----------------------------------- | ----------------------------------- | ----------------------------------- | ----------------------------------- | ----------------------------------- | ----------------------------------- | ----------------------------------- |
| 12.                                 | Love Train                          |                                     | 2:55                                |                                     |                                     |                                     |                                     |                                     |                                     |
| 13.                                 | Just Imagine                        |                                     | 2:36                                |                                     |                                     |                                     |                                     |                                     |                                     |
| 14.                                 | Somebody to Love                    |                                     | 3:52                                |                                     |                                     |                                     |                                     |                                     |                                     |
| 45:14                               |                                     |                                     |                                     |                                     |                                     |                                     |                                     |                                     |                                     |

| 15. | Heavenly Body |  | 4:22 |
| 16. | Drum          |  | 3:31 |

## Slágerlista
| Slágerlista(2023)                             | Legjobb helyezés |
| --------------------------------------------- | ---------------- |
| Ausztrália Australian Albums (ARIA)           | 1                |
| Hollandia (Dutch Charts Album Top 100)        | 3                |
| Finnország (Musiikkituottajat Albumit Top 50) | 8                |
| Franciaország (SNEP Album Top 100)            | 5                |
| Németország (Offizielle Top 100)              | 5                |
| Írország Irish Independent Albums (IRMA)      | 1                |
| Olaszország Italian Albums (FIMI)             | 13               |
| Japán Japanese Digital Albums (Oricon)        | 19               |
| Japán Japanese Hot Albums (Billboard Japan)   | 65               |
| Japán Japanese Western Albums (Oricon)        | 20               |
| Új-Zéland New Zealand Albums (RMNZ)           | 5                |
| Egyesült Királyság (Scottish Albums)          | 1                |
| Svédország Swedish Albums (Sverigetopplistan) | 19               |
| Egyesült Királyság (UK Albums Chart)          | 1                |
| Egyesült Királyság (UK Independent Albums)    | 1                |

## Megjelenések
| Régió     | Dátum                | Formátum                           | Kiadások | Label        | Ref.    |
| --------- | -------------------- | ---------------------------------- | -------- | ------------ | ------- |
| Különböző | 2023. szeptember 22. | CD Digitális letöltés LP streaming | Standard | Darenote BMG | [ 127 ] |
| Különböző | 2023. szeptember 22. | CD digital download streaming      | Deluxe   | Darenote BMG | [ 127 ] |